# I'll Never Fall in Love Again (canción de Andy Bell)
«I'll Never Fall in Love Again» es el segundo sencillo solista publicado del artista inglés de música electrónica Andy Bell, lanzado en 2006. Fue compuesta por el propio Bell junto con los miembros de Manhattan Clique: Chris Smith y Philip Larsen.

## Descripción
«I'll Never Fall in Love Again» fue el segundo sencillo del álbum Electric Blue.

## Lista de temas

### CD
1. I'll Never Fall in Love Again (Goetz Mix - Radio Edit)
2. Back Into The Old Routine

## Bajadas por Internet
1. «I'll Never Fall in Love Again» (Álbum Versión)
2. «I'll Never Fall in Love Again» (Mr Do's Remix)
3. «I'll Never Fall in Love Again» (Goetz Extended Mix)
4. «I'll Never Fall in Love Again» (Jaded Alliance Remix)

## Datos adicionales
Este sencillo tiene un lado B, escrito por (Bell/Smith/Larsen): Back in the Old Routine.